# 황추생
황추생(중국어: 黄秋生, 병음: Huáng Qiūshēng 황추성[*], 광둥어: Wong4 Cau1 sang1 웡차우상, 영어: Anthony Wong 앤서니 웡[*], 1961년 9월 2일~)은 홍콩의 배우이다. 본명은 앤서니 윌리엄 페리(영어: Anthony William Perry)로 영국인과 홍콩인 혼혈이다. 1980~90년대 홍콩 영화를 대표하는 배우 중 한 명으로 홍콩 영화 금상장 남우주연상 3회, 남우조연상 2회를 받았다.

## 생애
그의 어머니는 중국인인 왕쥔이였고, 아버지는 영국인 프레드릭 윌리엄 페리(1914~1988년으로 공군 조종사였었다.
그가 네 살 때, 그의 아버지와 어머니는 이혼을 했다. 12살 때까지 연락을 편지로 하였으나, 결국엔 서신 왕래는 두절되었다. 그가 나중에 유명한 배우로 홍콩에서 스타덤에 오르게 되어서야 그의 이복 형제 남매들은 그의 존재를 알게 되었다. 하지만 그는 그 전에 아버지의 편지로 자신에게 세 명의 이복 동생들이 있다는 것은 이미 알고 있었다. 그의 아버지는 호주로 건너갔으며 그곳에서 암으로 사망하였다. 그는 혼혈의 독특한 외모로 데뷔 이후로 영화계에서 활약하기가 순탄치는 않았다. 언제나 작품에서 악역만이 초기에는 배역으로 돌아왔다고 말한다. "1960년대에는 나같은 영중 혼혈인은 사생아로 간주되었다", 그리고 홍콩 밖에서 태어났다는 이유로 괴롭힘과 차별을 당했던 경험을 유명 배우가 된 이후에 인터뷰의 회상에서 밝혔다. 그런 이유도 여러 이유의 하나인지 그는 홍콩 영화계에서 공개적으로 자국 영화의 퀄리티와 홍콩 영화 산업을 비판하기로 유명했었다.
10대 후반, Wong은 고등 교육 대학에 다니기 위해 영국으로 이주했다. 그는 21세 때 아시아 텔레비전(ATV) 트레이닝 프로그램에 참가하기 위해 그만둘 때까지 미용 트레이닝 코스에 참석하기 위해 홍콩으로 돌아왔다.
ATV의 트레이닝 프로그램을 마친 후, 그는 홍콩 공연 예술 아카데미에서 트레이닝을 계속했다. 그는 인터뷰에서 자신의 혼혈적 이 홍콩 영화 산업의 제도화된 인종차별 때문에 처음에는 악역 캐스팅이 자주 되었다고 말했다. 하지만 그는 1993년 '언톨드 스토리(팔선반점 인육만두)'에서 살인 피해자의 살로 고기 만두를 만드는 실제 연쇄 살인범으로 홍콩영화 연기상을 수상했다.
그 후 몇 년 동안 황추생은 록 앤 롤 캅, 하드보일드, 히어로 트리오, 인페르날 어페어스, 미션을 포함한 다양한 장르의 영화에 출연했다. 그는 또한 인기 있는 영 앤 위험한 영화 시리즈에 타이페이로 여러 번 출연했는데, 타이페이는 에킨청의 야심찬 삼합회 갱스터인 찬호남의 라이벌이다.
황추생은 또한 페인트 베일과 미라 용황제의 무덤을 포함한 영어 영화에 출연했다.
1995년, 황추생은 The New Talent로 감독 데뷔를 했다.
2014년, 황추생은 Dinner Confidential 이라는 작품으로 요리사 데뷔를 했는데, 이 작품에서 그는 손님들을 위해 촛불이 켜진 저녁 메뉴 중 한 가지 요리를 준비했다.
2015년, 황추생은 2015년 TVB 남우주연상과 상하이 영주의 드라마 남우주연상을 수상함으로써 TV와 영화에서 남우주연상을 수상한 최초의 홍콩 배우가 되었다. 그는 또한 영화, 연극, TV에서 남우주연상을 수상한 최초의 홍콩 배우가 되었다. 그는 또한 그의 첫 후보 지명에서 TVB 남우주연상을 받은 최초의 홍콩 배우가 되었다.
2020년 5월, 황추생은 공중파 TV 서비스(PTS) 드라마 4층 천국에서의 역할을 위해 대만을 여행했다.
대표 출연작으로는 《첩혈속집(Hard Boiled), 1992》의 조니 역, 《무간도(Infernal Affair, 2002)》의 황국장 역이 있다.

## 출연 작품
- 호혈비룡
- 천지현문
- 예스 마담 - 황가사저
- 지존계상
- 무적행운성
- 중환영웅
- 지존계상 - 영싱 역
- 도전자
- 지존무상 2 - 영패천하 - 포가 역
- 요재연담2 - 오통신
- 북경 예스 마담
- 첩혈속집
- 협도고비
- 동방삼협
- 천장지구2
- 척도보 : 사후환생
- 북경 예스 마담 3 - 대인가도
- 첩혈속집
- 팔선반점의 인육만두 - 언톨드 스토리
- 동방삼협2
- 도학위룡3 - 용과계년
- 흑협
- 고혹자2 - 맹룡과강
- 고혹자3 - 척수차천
- 천지웅심 - 아마게돈
- 이니셜D
- 무간도
- 무간도II : 혼돈의 시대 - 황 국장 역
- 무간도3
- 천방지축 - 포청천 역
- 20 30 40
- 말할 수 없는 비밀
- 풍운
- 신 철마류
- 미이라 3: 황제의 무덤
- 피의 복수
- 미스터 쉐프
- 용재변연
- 스틸 휴먼